# سهره‌نماها
سهره‌نماها (نام علمی: Embernagra) نام یک سرده از تیره زردپره‌ایان است.

## گونه‌ها
- سهره سرا،  Embernagra longicauda
- سهره پامپا،  Embernagra platensis